# Amtsgericht Leverkusen
Der Leverkusener Stadtteil Opladen ist Sitz des Amtsgerichts Leverkusen, das für die Städte Burscheid und Leichlingen (Rheinland) im nördlichen Rheinisch-Bergischen Kreis sowie für die kreisfreie Stadt Leverkusen zuständig ist. In dem 144 km² großen Gerichtsbezirk leben rund 208.000 Menschen.

## Geschichte

### Hauptlandgericht
Seit dem Mittelalter war Opladen Sitz des höchsten bergischen Gerichts, des später so genannten Hauptlandgerichts. Dieses Gericht war einerseits zuständig für den bergischen Adel und wurde daher auch Rittergericht genannt, andererseits war es oberstes Gericht aller bergischen Landgerichte. Die vorher mündlich überlieferten Rechtsgrundsätze, nach denen entschieden wurde, aber auch die erhebliche Mitwirkung von Landständen und Ritterschaft bei der Regierung des Landes waren im bis heute überlieferten Rechts- oder Ritterbuch aus dem 14. Jahrhundert festgehalten. Die Bedeutung des Hauptlandgerichts endete erst in der Mitte des 16. Jahrhunderts, als sich das römische Recht als Jülich-Bergische Rechtsordnung auch in der Grafschaft Berg durchzusetzen begann.

### Friedensgericht und Amtsgericht

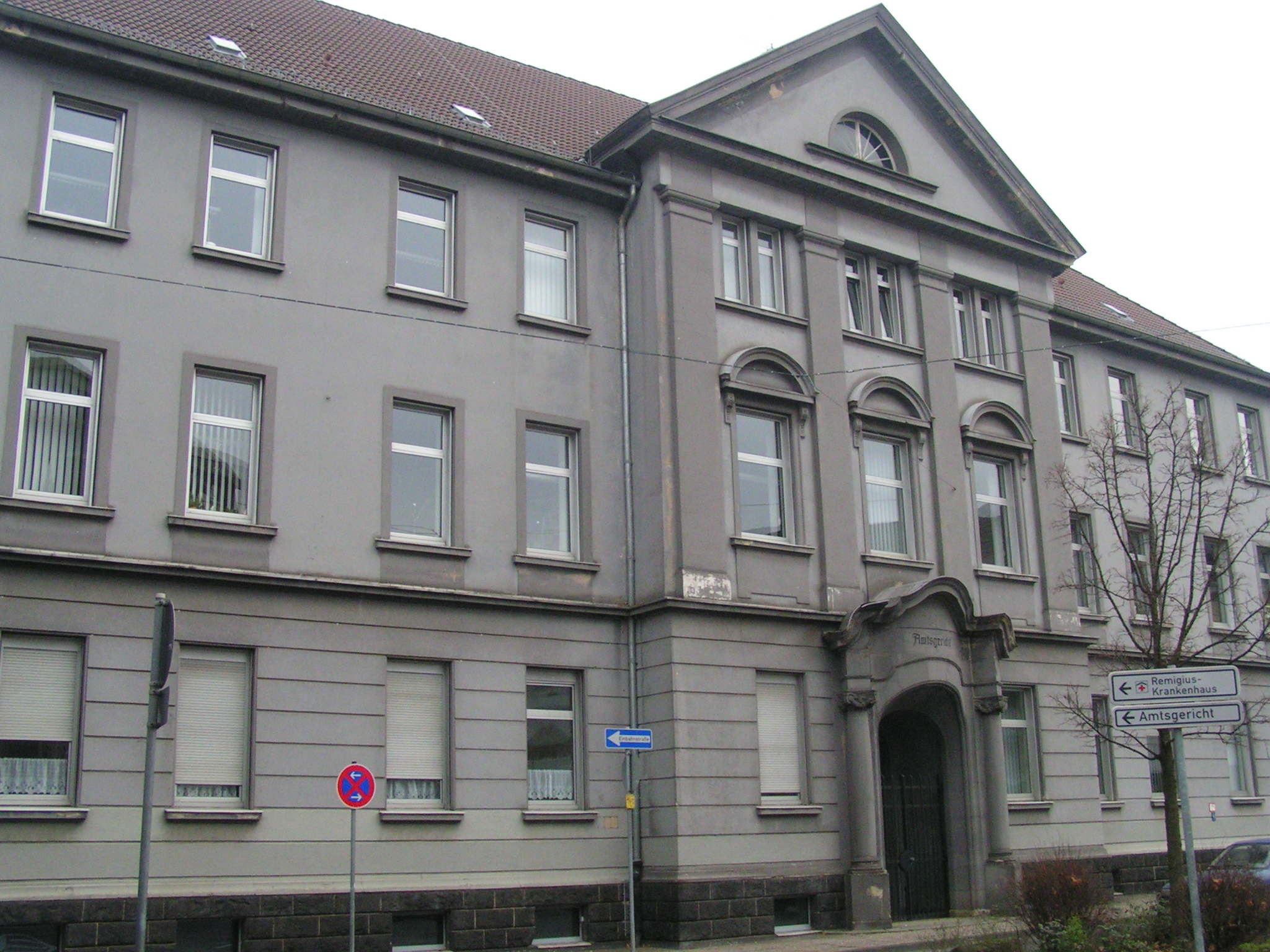
Altbau des Amtsgerichts, zum Teil aus dem Jahre 1882

Unter französischer Herrschaft wurde nach 1810 in Opladen als Sitz des Kantons (Landkreises) ein Friedensgericht eingerichtet. Dieses bestand nach Übernahme der Regierungsgewalt durch Preußen weiter, wenn auch mit verkleinertem Zuständigkeitsbereich. 1879 übernahm dann das Amtsgericht Opladen die Aufgaben des Friedensgerichts.
1882 wurde der erste Teil des heutigen Altbaus durch den Kreis-Bauinspector Möller aus Solingen fertiggestellt, mit der Maßgabe ab dem 1. Juli 1882 von der Justiz genutzt zu werden. Das Gebäude wurde 1911–1914 erweitert und 1965–1968 durch den heute genutzten Neubau ergänzt.
Nach der Eingemeindung der Kreisstadt Opladen nach Leverkusen im Jahre 1975 wurde das Gericht in Amtsgericht Leverkusen umbenannt.

## Übergeordnete Gerichte
Dem Amtsgericht (AG) Leverkusen übergeordnet ist das Landgericht Köln (LG), welches wiederum dem Oberlandesgericht Köln (OLG) untersteht.